# CETYS Universidad
El Centro de Enseñanza Técnica y Superior (CETYS Universidad) es una institución educativa privada sin fines de lucro, se encuentra situada en el estado de Baja California, México. Se fundó en 1961, como Instituto Educativo del Noroeste A.C. (IENAC), y cuenta con campus en las 3 principales ciudades del Estado de Baja California: Mexicali (1961), Tijuana (1972) y Ensenada (1975).

## Historia
Fundada en 1961, CETYS Universidad comenzó como una iniciativa conjunta entre un grupo de empresarios y el Gobierno del Estado de Baja California. Originalmente conocida como el Centro de Enseñanza Técnica y Superior, su objetivo principal era proporcionar educación superior de calidad en la región.
En sus primeros años, se centró principalmente en programas técnicos y de nivel medio superior. Con el tiempo, diversificó su oferta académica para incluir programas de licenciatura y posgrado en una variedad de disciplinas.

La universidad ha buscado establecer alianzas y colaboraciones con instituciones académicas nacionales e internacionales. Esto le ha permitido ofrecer a los estudiantes oportunidades de intercambio, investigación y movilidad académica. 

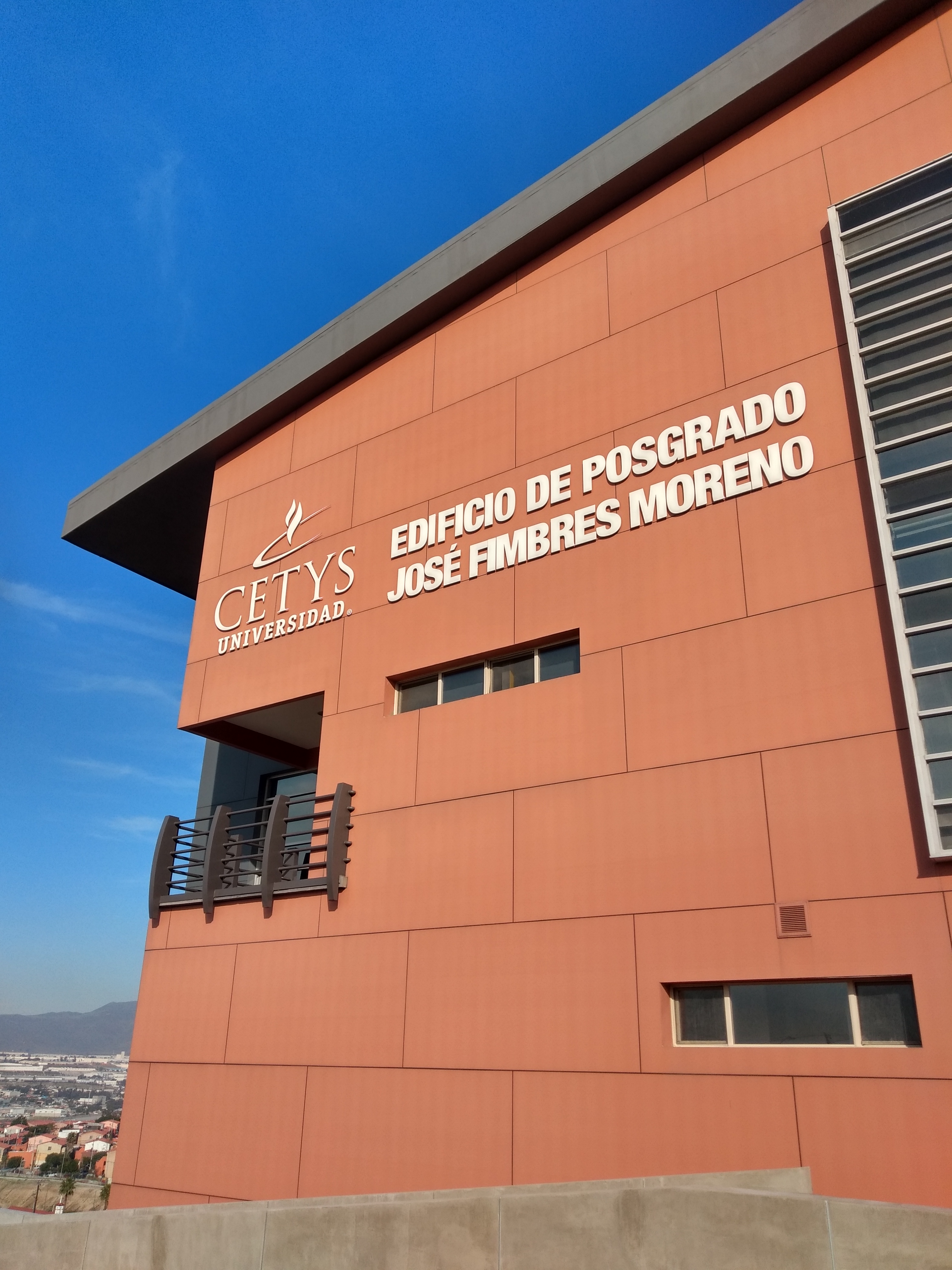
Edificio de posgrado "José Fimbres Moreno"

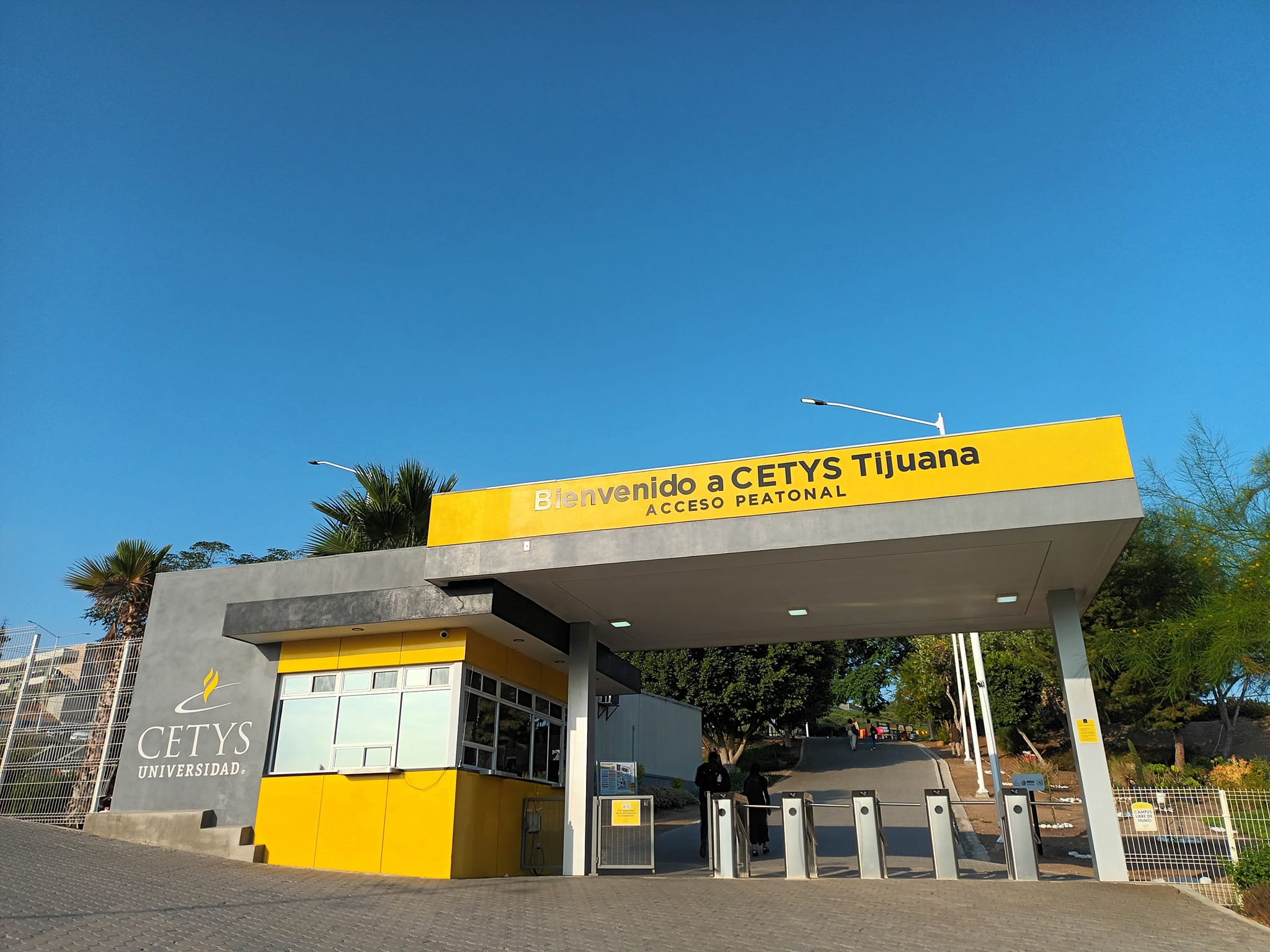
Entrada principal de CETYS Universidad campus Tijuana

A lo largo de los años, CETYS Universidad se ha especializado en áreas como negocios, ingeniería, ciencias sociales y humanidades. Ha contribuido al desarrollo de la región y formado profesionales que han tenido un impacto en diversos sectores. 
El 17 e febrero de 1961 se constituye oficialmente  el Instituto Educativo del Noroeste A.C. (IENAC), con su sede en Mexicali siendo su principal promotor y primer presidente Ignacio L. Guajardo Esquer, primer Rector Fernando Macías Rendón, primer estudiante inscrito de los 53 inscritos para lo formación a nivel Preparatoria , Eugenio Lagarde Camerún en un edificio rentado en el centro de la ciudad,iniciando clases el 20 de septiembre. Meses después se realizan los primeros convenios para posgrados.  
En 1962, se ofertan las carreras de Ingeniero Industrial con opciones en Mecánica, Química y Electricidad; Contador Público y Administración de Empresas y la Escuela de Extensión Cultural. En 1966, del CETYS Universidad gradúa a la primera generación de profesionistas en Ingeniería, Contabilidad y Administración, en Baja California. En 1967 asumió el segundo rector el Dr. Félix Castillo. En 1970, Se conforma un Plan para crecer la oferta educativa y se implementa el primer plan de estudios de Cetys Universidad. Ese año inicia clases la Preparatoria Cetys en Tijuana y Ensenada.
En 1980, se llega al tercer plan de estudios de Cetys Universidad. Se realizan convenios de colaboración con empresas de capital norteamericano, como KW, NCR, HP, en la década de los 90´s, tanto para proyectos de investigación como prácticas para estudiantes y maestros, vinculados en el medio social.En 2016, lograron 7,500 alumnos inscritos y egresar más de 35,000.        

### Acreditaciones
Las acreditaciones están relacionadas principalmente con la mejora de la calidad educativa. Es una garantía de que las instituciones y sus programas académicos acreditados cumplan los estándares establecidos. Algunas de sus acreditaciones son:

### Nacionales
- Consejo de Acreditación de la Enseñanza de la Ingeniería (CACEI)
- Consejo de Acreditación en la Enseñanza de la Contaduría y Administración (CACECA)
- Consejo para la Acreditación de la Enseñanza en Derecho (CONAED)
- Consejo para la Acreditación de la Educación Superior (COPAES)
- Federación de Instituciones Mexicanas Particulares de Educación Superior (FIMPES)
- Consejo Nacional para la Enseñanza e Investigación en Psicología (CNEIP)
- Consejo Mexicano para la Acreditación de Programas de Diseño (COMAPROD)
- Consejo Nacional de Humanidades, Ciencias y Tecnologías (CONAHCYT)

### Internacionales
- Accrediting Commission for Schools Western Association of Schools and Colleges (WASC)
- Accreditation Council for Business Schools and Programs (ACBSP)
- ABET accreditation
- QS Stars University Ratings (Clasificación mundial de universidades QS)

## Oferta educativa por campus (2025)
| Oferta educativa                      | Oferta educativa                | Oferta educativa | Campus   | Campus   | Campus  |
| Oferta educativa                      | Oferta educativa                | Oferta educativa | Mexicali | Ensenada | Tijuana |
| Preparatoria                          | Bachillerato General            | | Si       | Si       | Si      |
| Preparatoria                          | Bachillerato Bilingüe           | No | Si       | No       |         |
| Preparatoria                          | Bachillerato Internacional      | Si | No       | Si       |         |
| Profesional                           | Ingeniería                      | Cibernética Electrónica | Si       | No       | Si      |
| Profesional                           | Ingeniería                      | Ciencias Computacionales | Si       | No       | Si      |
| Profesional                           | Ingeniería                      | Diseño Gráfico Digital | Si       | Si       | Si      |
| Profesional                           | Ingeniería                      | Energías Renovables | Si       | Si       | Si      |
| Profesional                           | Ingeniería                      | Industrial | Si       | Si       | Si      |
| Profesional                           | Ingeniería                      | Mecánica | Si       | Si       | Si      |
| Profesional                           | Ingeniería                      | Mecatrónica | Si       | Si       | Si      |
| Profesional                           | Ingeniería                      | Software | No       | Si       | No      |
| Profesional                           | Ingeniería                      | Industrial Global Program | Si       | No       | Si      |
| Profesional                           | Administración y Negocios       | Administración de Empresas | Si       | No       | Si      |
| Profesional                           | Administración y Negocios       | Mercadotecnia Estratégica | Si       | Si       | Si      |
| Profesional                           | Administración y Negocios       | Contador Público Internacional y Finanzas | Si       | No       | Si      |
| Profesional                           | Administración y Negocios       | Diseño Gráfico e Innovación Creativa | No       | Si       | No      |
| Profesional                           | Administración y Negocios       | Inteligencia de Negocios e Innovación | Si       | Si       | Si      |
| Profesional                           | Administración y Negocios       | Logística Internacional | Si       | Si       | Si      |
| Profesional                           | Administración y Negocios       | Negocios Internacionales | Si       | Si       | Si      |
| Profesional                           | Administración y Negocios       | Negocios Internacionales Global Program | Si       | No       | Si      |
| Profesional                           | Ciencias Sociales y Humanidades | Derecho | Si       | No       | Si      |
| Profesional                           | Ciencias Sociales y Humanidades | Psicología Clínica | Si       | No       | Si      |
| Profesional                           | Ciencias Sociales y Humanidades | Psicología Infantil | Si       | No       | Si      |
| Profesional                           | Ciencias Sociales y Humanidades | Psicología Organizacional | Si       | No       | Si      |
| Programa Ejecutivo                    |                                 | |          |          |         |
| Licenciatura en Dirección de Negocios | Si                              | Si | Si       |          |         |
| Posgrado                              | Graduate School of Business     | Maestría en Administración de Negocios MBA | Si       | Si       | Si      |
| Posgrado                              | Graduate School of Business     | MBA Doble grado | Si       | Si       | Si      |
| Posgrado                              | Graduate School of Business     | MBA Triple grado | Si       | Si       | Si      |
| Posgrado                              | Ingeniería                      | Maestría en Ingeniería e Innovación | Si       | Si       | Si      |
| Posgrado                              | Ciencias Sociales y humanidades | Maestría en Derecho | Si       | No       | Si      |
| Posgrado                              | Ciencias Sociales y humanidades | Maestría en Educación | Si       | Si       | Si      |
| Posgrado                              | Ciencias Sociales y humanidades | Maestría en Gerontología Social | Si       | Si       | Si      |
| Posgrado                              | Ciencias Sociales y humanidades | Maestría en Neuropsicología | Si       | Si       | Si      |
| Posgrado                              | Ciencias Sociales y humanidades | Maestría en Psicología | Si       | Si       | Si      |
| Posgrado                              | Ciencias Sociales y humanidades | |          |          |         |
| Campus Virtual                        |                                 | Licenciatura en Dirección de Negocios Maestría en Intervención Socioeducativa Maestría en Innovación y Excelencia Operacional Doctorado en Educación | Online   | Online   | Online  |

## Reconocimientos y distinciones
- Primera universidad en obtener la acreditación WASC fuera de Estados Unidos[11]
- CETYS Universidad entre las 15 mejores universidades privadas de México[12]
- Top 10 de los mejores MBA del país (Expansión)[13]
- Maestría en Ingeniería e Innovación (MII) integrada al Padrón Nacional de Posgrados de calidad del CONACYT[14]
- Considerada como una de las mejores Universidades de México (número 46 de acuerdo al Mexican University Ranking 2018)[15]